# Amnehärads socken
Amnehärads socken i Västergötland ingick i Vadsbo härad, ingår sedan 1971 i Gullspångs kommun och motsvarar från 2016 Amnehärads distrikt.
Socknens areal är 115,40 kvadratkilometer varav 106,46 land. År 2000 fanns här 2 949 invånare. Godset Ribbingsfors, tätorterna Skagersvik och Otterbäcken, en del av Gullspång samt sockenkyrkan Amnehärads kyrka ligger i socknen.

## Administrativ historik
Socknen har medeltida ursprung. 
Vid kommunreformen 1862 övergick socknens ansvar för de kyrkliga frågorna till Amnehärads församling och för de borgerliga frågorna bildades Amnehärads landskommun. Landskommunen uppgick 1971 i Gullspångs kommun. Församlingen utökades 2006.
1 januari 2016 inrättades distriktet Annehärad, med samma omfattning som församlingen hade 1999/2000.
Socknen har tillhört län, fögderier, tingslag och domsagor enligt vad som beskrivs i artikeln Vadsbo härad. De indelta soldaterna tillhörde Skaraborgs regemente, Norra Vadsbo kompani.

## Geografi
Amnehärads socken ligger med Vänern i väster och Skagern i öster och med Gullspångsälven i norr. Till socknen hör också några öar i Vänern. Socknen är en bergig skogsbygd.
I Amnehärads socken på en holme i Gullspångsälven låg fästet Agneholm, äldst kallat Amnaholm, namngivet efter älven vars äldre namn var Amn. Till detta fäste hörde ett slottslän omnämnt bland annat år 1446.

## Fornlämningar
Boplatser från stenåldern finns vid Skagern. Från järnåldern finns gravar, stensättningar och domarringar.

## Namnet
Namnet skrevs 1248 Amneherad och är ett bygdenamn. Efterleden är härad, 'bygd'. Förleden är Am(p)n ett äldre namn på Gullspångsälven.